# 奧布萊恩 (加利福尼亞州)
奧布萊恩（英語：O'Brien）是位於美國加利福尼亞州沙斯塔縣的一個非建制地區。該地的面積和人口皆未知。

## 地理
奧布萊恩的座標為40°48′44″N 122°19′27″W / 40.81222°N 122.32417°W，而該地的平均海拔高度為376米（即1234英尺）。